# Grupa Azoty
Grupa Azoty S.A. (tidligere Zakłady Azotowe in Tarnów-Mościce) er en polsk kemivirksomhed. De producerer bl.a. kunstgødning, plastik, kemikalier og pigment. De har hovedkvarter i Tarnów og blev oprindeligt etableret i 1927 under anden polske republik.